# 霍里奇
霍里奇（Horwich，/ˈhɒrɪtʃ/）是英格蘭大曼徹斯特地區的一個城市，位於蘭開夏郡。據2001年英國人口普查，霍里奇有人口19,312人。2011年增加到25,068人。